# Präfektur
Eine Präfektur (von lateinisch praefectus für „Statthalter“) ist in verschiedenen Staaten eine territoriale Verwaltungseinheit oder örtliche Behörde unterhalb der nationalen Ebene. Auch die römisch-katholische Kirche verwendet die Bezeichnung für bestimmte Gliederungen.

## Präfekturen von historischen Staaten
- Römische Provinzen: Verwaltungseinheiten des römischen Reiches ab Kaiser Konstantin I.
- Europäische Bezeichnung für die Verwaltungseinheit 郡 (jùn) im alten China von der Zeit der Zhou-Dynastie (ab 1046 v. Chr.) bis zur Tang-Dynastie (618–907 n. Chr.).

## Präfekturen in modernen Staaten
- In Albanien sind die Präfekturen (prefektura) ehemalige Verwaltungseinheiten, die 2000 durch die Qarqe ersetzt wurden.
- In der Volksrepublik China ist Präfektur eine alternative Übersetzung für Regierungsbezirk (dìqū), ein Typ der Verwaltungseinheiten auf Bezirksebene (der zweithöchsten subnationalen Ebene).
- Italienische Präfekturen: Behörden der italienischen Provinzen
- Französische Präfekturen: staatliche Behörden zur Verwaltung eines Départements.
- Präfekturen Japans: Die 47 Präfekturen bilden die mittlere Verwaltungsebene zwischen dem Zentralstaat und den Gemeinden.
- Die Präfekturen Guineas bilden nach den Regionen die zweite Verwaltungsebene des Landes.
- Die Präfekturen Griechenlands sind eine 2011 abgeschaffte Verwaltungseinheit.
- Die Präfekturen der Zentralafrikanischen Republik sind die obere regionale Verwaltungsebene.

## Präfekturen im kirchlichen Bereich
- Apostolische Präfektur: ein Bistum auf Probe in Missionsgebieten.